# HD109782
HD109782 — подвійна зоря. 
Ця подвійна система має видиму зоряну величину в смузі V приблизно 8,1.
Вона розташована на відстані близько 620,1 світлових років від Сонця.

## Подвійна зоря
Головна зоря цієї системи належить до хімічно пекулярних зір й має спектральний клас A8.
Інша компонента має  спектральний клас F5.